# Hoikansaari (ö i Lappland)
Hoikansaari är en ö i Finland. Den ligger i sjön Posionjärvi och i kommunen Posio i den ekonomiska regionen  Östra Lapplands ekonomiska region  och landskapet Lappland, i den norra delen av landet, 700 km norr om huvudstaden Helsingfors. Öns area är 5,5 hektar och dess största längd är 410 meter i sydöst-nordvästlig riktning.